# Keisei Tominaga
Keisei Tominaga, född 1 februari 2001 i Nagoya, är en japansk professionell basketspelare som spelar för Indiana Pacers i National Basketball Association (NBA).
Tominaga deltog vid olympiska sommarspelen 2020 och var en del av Japans lag som blev utslagna i kvartsfinalen i tremannabasket.